# Thomas A. Wofford
Thomas A. Wofford (Laurens megye, 1908. szeptember 27. – Greenville, 1978. február 25.) az Amerikai Egyesült Államok szenátora (Dél-Karolina, 1956).